# Гонсало Санчес де Лосада
Гонсало Санчес де Лосада і Санчес де Бустаманте (ісп. Gonzalo Sánchez de Lozada; нар. 1 липня 1930) — болівійський підприємець, політичний і державний діяч, двічі президент країни у 1993—1997 та 2002—2003 роках. Протягом тривалого часу член та лідер партії Революційний націоналістичний рух. Є прибічником застосування методів шокової терапії в економіці.